# Karl Du Mont
Karl Du Mont (* 27. Dezember 1889 in Breslau; † 1961) war ein deutscher Botschafter und Generalkonsul.

## Leben und Tätigkeit
Er war der Sohn eines Gutsbesitzers. Nach dem Besuch des Gymnasiums studierte er Rechts- und Staatswissenschaften. Als der Erste Weltkrieg ausbrach, wurde er zum Militärdienst einberufen. Nach Rückkehr aus dem Krieg legte er die zweite juristische Staatsprüfung ab und trat als Regierungsassessor in den Diplomatischen Dienst. 1919 erfolgte seine Ernennung zum Attaché im Auswärtigen Amt in Berlin. Im darauffolgenden Jahr erfolgte sein Einsatz in der deutschen Botschaft in Paris, wo er zuletzt Gesandtschaftsrat I. Klasse war.
1926 promovierte Karl Du Mont an der Universität Köln mit der staatswissenschaftlichen Untersuchung Der Zusammenschluß Thüringens.
1936 ging er an das Auswärtige Amt nach Berlin zurück, wo er zum Vortragenden Legationsrat ernannt wurde. Von 1938 bis 1939 war ein zeitweise vom Dienst suspendiert. 1944 wurde er dann endgültig aufgrund seiner Einstellung zum nationalsozialistischen System aus dem Diplomatischen Dienst in der Wirtschaftspolitischen Abteilung des Auswärtigen Amtes entlassen.
Nach Ende des Zweiten Weltkrieges war Karl Du Mont zunächst freier Mitarbeiter der Firma Otto Wolff in Köln. 1950 trat er erneut in den Auswärtigen Dienst und wurde Generalkonsul in dem im Oktober 1950 neu eröffneten deutschen Generalkonsulat in Amsterdam. Im darauffolgenden Jahr wechselte er als deutscher Botschafter nach Den Haag. 1953 schied er aus dem Auswärtigen Dienst aus und wurde Vertreter des Otto-Wolff-Konzerns bei der Hohen Behörde der Europäischen Gemeinschaft für Kohle und Stahl in Luxemburg.

## Schriften (Auswahl)
- Der Zusammenschluss Thüringens. Eine staatswissenschaftliche Untersuchung. Perthes, Gotha 1926.
- Der Zusammenschluss Thüringens. Eine staatswissenschaftliche Untersuchung. Klotz, Gotha 1927.